# 존 던스워스

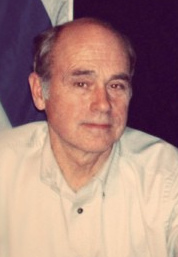

존 던스워스(John Dunsworth, 1946년 4월 12일 ~ 2017년 10월 16일)는 캐나다의 배우, 텔레비전 배우이다.
핼리팩스에서 사망하였다. 사인은 질병이다.

## 방송
- 헤이븐 시즌5
- 헤이븐 시즌4
- 헤이븐 시즌3
- 헤이븐 시즌2
- 헤이븐 시즌1